# Мейксин, Максим Семёнович
Максим Семенович Мейксин (род. 5 декабря 1974, Ленинград, РСФСР, СССР) — российский государственный деятель. Кандидат экономических наук (2004).

## Биография
Родился 5 декабря 1974 года в Ленинграде. 
По окончании школы № 498 в 1991 году начал свой трудовой путь учеником наладчика полиграфического оборудования на фабрике «Светоч». В том же году был направлен по системе «завод – ВТУЗ» на обучение в Московский полиграфический институт (Ленинградский филиал) по специальности «Инженер-системотехник». После его окончания в 1997 году вернулся на «Светоч» в качестве ведущего специалиста отдела маркетинга. 
С середины 1997 по 2002 год возглавлял различные коммерческие структуры, продолжая параллельно обучение – в 2000 году окончил очную аспирантуру при Московском государственном университете печати, в 2003 – Северо-западную академию государственной службы по специальности «юриспруденция». В 2004 году в Государственном университете экономики и финансов защитил кандидатскую диссертацию по экономике.
C 2002 года являлся советником, а с начала 2003 по 2006 год – заместителем главы Администрации Кировского района Ленинградской области по экономике и инвестициям.
В 2006 - 2009 годах работал на руководящих должностях в дочерних компаниях группы «ВТБ».
С 2010 по сентябрь 2012 года – Первый заместитель главы Кировского муниципального района Ленинградской области. Курировал вопросы экономического развития, промышленности и инвестиций.
С октября 2012 года – заместитель председателя Комитета экономического развития, промышленной политики и торговли Санкт-Петербурга. Отвечал за вопросы развития промышленности и агропромышленного комплекса, государственной политики в сфере внешнеэкономической деятельности, кластерной политики, конгрессно-выставочной деятельности.
Распоряжением Губернатора Санкт-Петербурга Георгия Полтавченко с 1 января 2013 года назначен на государственную должность Санкт-Петербурга Председатель Комитета по промышленной политике и инновациям Санкт-Петербурга.
С 18 января 2019 года назначен советником временно исполняющего обязанности губернатора Санкт-Петербурга Александра Беглова. 
18 февраля 2019 года Максим Мейксин назначен на должность Главы Администрации Центрального района Санкт-Петербурга.
11 октября 2021 года губернатор Санкт-Петербурга Александр Беглов направил кандидатуру Максима Мейксина в Законодательное собрание Санкт-Петербурга на пост вице-губернатора Санкт-Петербурга. Через два дня Законодательное  собрание согласовало кандидатуру Максима Мейксина на пост вице-губернатора по внутренней политике. За проголосовали 43 депутата, против — 2, воздержались — 3. 
18 октября 2021 года Распоряжением Губернатора Санкт-Петербурга Александра Беглова назначен на должность члена Правительства Санкт-Петербурга, вице-губернатора Санкт-Петербурга, курирующего вопросы внутренней политики, молодежной политики, печати и взаимодействия со средствами массовой информации, проведения государственной политики в сфере развития государственного управления на территориях районов Санкт‑Петербурга, развития местного самоуправления, развития межнациональных (межэтнических) и межконфессиональных отношений, взаимодействия с религиозными объединениями, взаимодействия с политическими партиями.
Свободно владеет английским языком.

## Классный чин
Действительный государственный советник Санкт-Петербурга 1 класса.

## Личная жизнь
Женат, воспитывает сына и дочь.

## Научные работы
Автор более 70 научных публикаций и книг в области экономики, бухгалтерского учета и аудита.

## Награды
- Медаль ордена «За заслуги перед Отечеством» I степени, (2023);
- Медаль ордена «За заслуги перед Отечеством» II степени, (2017) [5];
- Почётная грамота Президента Российской Федерации, (2024);
- Медаль Министерства обороны РФ «За укрепление боевого содружества», (2017) ;
- Медаль Министерства обороны РФ «За заслуги в увековечивании памяти погибших защитников Отечества», (2015);
- Медаль МЧС России «85 лет гражданской обороне России», (2017);
- Медаль «В память 800-летия Нижнего Новгорода», (2021);
- Медаль Следственного комитета РФ «За содействие», (2022);
- Медаль Следственного комитета РФ «10 лет Следственному комитету Российской Федерации», (2021);
- Почетный знак «За заслуги» Морской коллегии при Правительстве РФ;
- Медаль Федеральной службы государственной статистики «За заслуги в проведении Всероссийской переписи населения 2010 года»;
- Медаль Федеральной службы государственной статистики «За труды в проведении Всероссийской сельскохозяйственной переписи 2016 года»;
- Медаль госкорпорации «Ростех» «За отличие» (2018);
- Медаль госкорпорации «Росатом»«За вклад в развитие атомной отрасли» 2 степени;
- Благодарственное письмо Президента Российский Федерации, (2018);
- Почётная грамота Министерства промышленности и торговли РФ, (2014, 2017);
- Благодарность Министерства сельского хозяйства РФ, (2016);
- Благодарность Губернатора Санкт-Петербурга, (2014, 2014, 2017);
- Благодарность Главы Республики Крым, (2016);
- Почётная Грамота Губернатора Ленинградской области, (2012);
- Почётная Грамота Губернатора Санкт-Петербурга, (2015, 2015, 2019).
- Медаль «Патриаршая благодарность» (Русская Православная Церковь, 2021 год) — во внимание к помощи Свято-Троицкой Александро-Невской лавре и в связи с 800-летием со дня рождения благоверного князя Александра Невского[6]
- Юбилейная медаль «МПА СНГ. 30 лет» (16 ноября 2023 года, Межпарламентская ассамблея СНГ) — за заслуги в деле развития и укрепления парламентаризма, за вклад в развитие и совершенствование правовых основ функционирования Содружества Независимых Государств, укрепление международных связей и межпарламентского сотрудничества[7]